# Сонянець чебрецелистий
Сонянець чебрецелистий (Fumana thymifolia) — вид квіткових рослин родини чистових (Cistaceae).

## Біоморфологічна характеристика
Це карликовий кущ з висхідними або прямовисними гілками до 10–15 см заввишки. Листки з прилистками, супротивні принаймні знизу, лінійно-видовжені, часто сильно закручені, зменшуються до суцвіття. Квіток по 3–8, на довгих квітконіжках. Насіння 4–6 в коробочці, часто зберігаються в зрілій коробочці, навіть якщо розірвані та широко відкриті.

## Поширення
Росте на півдні Європи, півночі Африки, заході Азії (Албанія, Алжир, Кіпр, Єгипет (у т. ч. Синай), Франція (у т. ч. Корсика), Греція (у т. ч. Крит), Італія (у т. ч. Сардинія, Сицилія), Мальта, Україна — Крим, Ліван-Сирія, Лівія, Марокко, Палестина, Португалія, Іспанія (у т. ч. Балеарські острови), Туніс, Туреччина, Хорватія, Чорногорія, Словенія).
В Україні росте на щебенистих схилах — ПБК (гора Кішка). У ЧКУ має статус «зникаючий».